# Andrey Tyutyun
Andrey Tyutyun (né le 19 juin 2006) est un archer kazakh. Il utilise l'arc à poulie.

## Biographie
Tyutyun remporte sa première médaille continentale en 2021 lors des championnats d'Asie. En compagnie d'Akbarali Karabayev et de Sergey Khristich, il remporte l'argent à l'épreuve à poulie par équipe. En 2023, il remporte des médailles sur le circuit asiatique et atteint le 53e rang mondial en octobre 2023.
Tyutyun se fait remarquer durant les championnats de 2023. En plus d'une nouvelle médaille d'argent avec Karabayev et Khristich, Tyutyun remporte l'or à 17 ans dans l'épreuve individuelle face à Kim Jong-ho. Il avait précédemment battu Abhishek Verma. Il s'agit alors de la première médaille d'or continentale à l'arc à poulie remportée par le Kazakhstan.

## Palmarès
- Championnats d'Asie[2]
  -  Médaille d'argent à l'épreuve par équipe homme aux championnats d'Asie 2021 à Dacca.
  -  Médaille d'or à l'épreuve individuelle homme aux championnats d'Asie 2023 à Bangkok.
  -  Médaille d'argent à l'épreuve par équipe homme aux championnats d'Asie 2023 à Bangkok.